# Trioza samoansis
Trioza samoansis är en insektsart som beskrevs av Crawford 1927. Trioza samoansis ingår i släktet Trioza och familjen spetsbladloppor. Inga underarter finns listade i Catalogue of Life.